# Suki Sugite Baka Mitai
Singles de DEF.DIVA
Let's Go Rakuten Eagles
(2006)
Singles par Nochiura Natsumi
Renai Sentai Shitsu Ranger
(2004)
Singles par Maki Gotō
Suppin to Namida
(2005) Ima ni Kitto... In My Life
(2006)
Singles par Aya Matsuura
Ki ga Tsukeba Anata
(2005) Suna wo Kamu you ni... Namida
(2006)
 Suki Sugite Baka Mitai  (好きすぎて バカみたい) est l'unique single régulier du groupe temporaire DEF.DIVA, sorti le 19 octobre 2005 au Japon sur le label Zetima, écrit et produit par Tsunku. Il atteint la 1re place du classement de l'Oricon, et reste classé pendant onze semaines, se vendant à 46 822 copies durant cette période.
Le single ne contient qu'une chanson, sa version instrumentale, et deux versions remixées. La chanson-titre figurera sur la compilation de fin d'année du Hello! Project Petit Best 6, puis sur la compilation Hello! Project Special Unit Mega Best de fin 2008. Elle sera souvent reprise en concert par diverses chanteuses du H!P. L'une des membres du groupe, Maki Gotō, la reprendra en solo pour figurer en titre inédit sur sa compilation Maki Goto Premium Best 1 qui sort deux mois plus tard ; sa version figurera aussi sur sa compilation Goto Maki Complete Best Album de 2010.
Ce single restera le seul disque régulier du groupe ; il sortira cependant un autre single cinq mois plus tard mais en distribution limitée seulement : Let's Go Rakuten Eagles. 
Trois des quatre membres avait déjà sorti un single un an auparavant dans le cadre du trio temporaire similaire Nochiura Natsumi : Renai Sentai Shitsu Ranger.

## Interprètes
- Abe Natsumi  (soliste, ex-Morning Musume, ex-Nochiura Natsumi)
- Maki Gotō (soliste, ex-Morning Musume, ex-Nochiura Natsumi)
- Aya Matsuura (soliste, ex-Nochiura Natsumi)
- Rika Ishikawa (V-u-den, ex-Morning Musume)

## Liste des titres
1. Suki Sugite Baka Mitai  (好きすぎて バカみたい?)
2. Suki Sugite Baka Mitai (Crazy J-G Jazz Remix)  (CRAZY J-G JAZZ リミックス?)
3. Suki Sugite Baka Mitai (Joou Remix)  (女王リミックス?)
4. Suki Sugite Baka Mitai (Instrumental)